# Palynomorphe
Les palynomorphes sont des microfossiles à parois organiques.

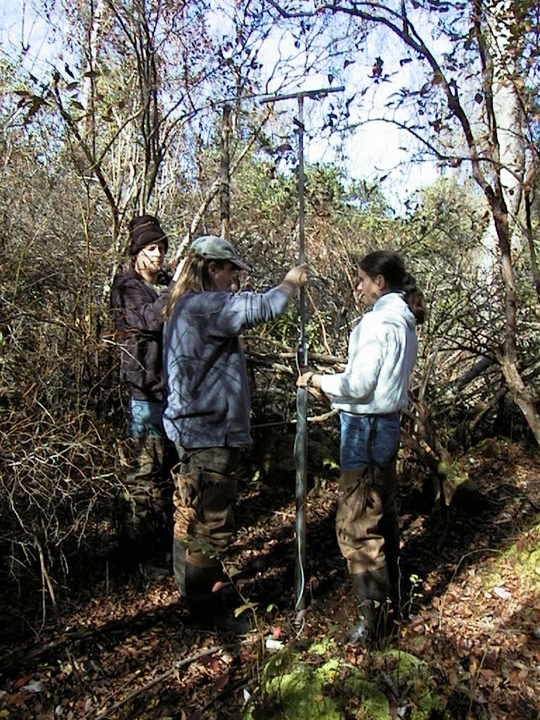
Collecte de microfossiles palynomorphes (pollen notamment), au moyen d'une tarière, ici en Caroline du Nord

## Définition
Ils sont définis par opposition à tous les microfossiles à parois minérales tels que les foraminifères, les conodontes, etc. qui sont étudiés par les micropaléontologues. 

## Origines
Les palynomorphes sont :
- d'origine continentale, comme les algues d'eaux douces, les spores, les cryptospores, les pollens ;
- d'origine marine, comme les chitinozoaires, les acritarches, les dinoflagellés, etc. ;
- d'origine détritique, comme des débris d'organismes tel que les scolécodontes, des restes de trachéides, des morceaux de cuticules, des débris d'arthropodes, etc.

## Étude
Les palynomorphes sont principalement collectés et étudiés par les palynologues, qui ont généralement reçu une formation de géologue et/ou de biologiste. 
Ils peuvent apporter un grand nombre d'informations sur les paléoenvironnement, sur leur évolution au cours du temps, et sur les causes et conditions des changements environnementaux (géoclimatiques, eustatiques...) du passé...). 

## Avantages et inconvénients pour la science
Les palynomorphes sont une énorme source d'information. Cette source présente l'avantage d'être moins affectée par les biais de fossilisation que les informations apportées par les fossiles et macro-fossiles de plantes et d'animaux. 
Néanmoins son étude est grevée par d'importants biais de taxonomie, généralement d'autant plus importants qu'on remonte loin dans le passé : manque de connaissance paléotaxonomiques, difficulté d'identification (en raison notamment de descripteurs plus ou moins fiables), impossibilité d'utiliser l'ADN, l'ADN environnemental pour l'identification, difficulté à définir des répartitions quand les spores, pollens et autres micro-traces du vivant ont pu - en raison de leur légèreté - être largement dispersés par l'eau et/ou le vent avant de fossiliser. 